# Leif Eriksen
Leif Eriksen (ur. 14 maja 1940 w Oslo, zm. 31 stycznia 2024) – norweski piłkarz występujący na pozycji napastnika.

## Kariera klubowa
Eriksen karierę rozpoczynał w 1958 roku w drugoligowej Vålerenga Fotball. W sezonie 1958/1959 awansował z nią do pierwszej ligi. W kolejnych dwóch sezonach wywalczył z zespołem wicemistrzostwo Norwegii, a w sezonie 1965 mistrzostwo Norwegii. W sezonie 1963 z 16 bramkami na koncie został królem strzelców pierwszej ligi norweskiej. W 1969 roku odszedł do Eidsvoldu Turn. W 1971 roku wrócił do Vålerengi, grającej już w trzeciej lidze, a w 1972 roku zakończył karierę.

## Kariera reprezentacyjna
W reprezentacji Norwegii Eriksen zadebiutował 13 maja 1964 w przegranym 1:4 towarzyskim meczu z Irlandią, w którym strzelił także swojego jedynego gola w kadrze. W latach 1964–1968 w drużynie narodowej rozegrał 4 spotkania.